# Foro de Pompeya
El foro de Pompeya es un foro de época romana, sepultado por la erupción del Vesubio del 79 y redescubierto tras las excavaciones arqueológicas en la antigua Pompeya. La zona era la principal plaza de la ciudad y representaba el centro político, económico y religioso en el cual se desarrollaban eventos públicos, contratos de tipo comercial y debates. Es uno de los foros mejor conservados de las antiguas ciudades italianas.

## Historia
El foro de Pompeya se construyó alrededor del siglo IV a. C., en época samnita, cerca de un importante nudo de comunicaciones, con carreteras que se dirigían hacia Neapolis, Nola y Stabiae. Se trataba de una pequeña área al aire libre alrededor de la cual se disponían numerosos comercios, construidos por lo general con lava y toba volcánica cementadas con arcilla. Tras la conquista de Pompeya por parte de los romanos, el foro fue completamente reconstruido y ampliado, en particular en el II siglo a. C. Concretamente, se demolieron tanto los comercios como un muro perimetral contiguo al templo de Apolo. Aprovechando la baja densidad de ocupación de la zona se construyeron diversos edificios de carácter político y religioso alrededor del perímetro de la plaza.
Durante la época augusta se realizaron importantes trabajos de restauración, entre el final del siglo I a. C. y el inicio del siglo I. Se renovó la pavimentación, se construyó el pórtico, se restauró el macellum y se erigió un templo dedicado al emperador. El área fue sepultada por la erupción del Vesubio del 79 bajo una espesa capa de lapilli y cenizas, y no fue desenterrada hasta el inicio del siglo XIX, por deseo de Carolina Bonaparte.

## Descripción

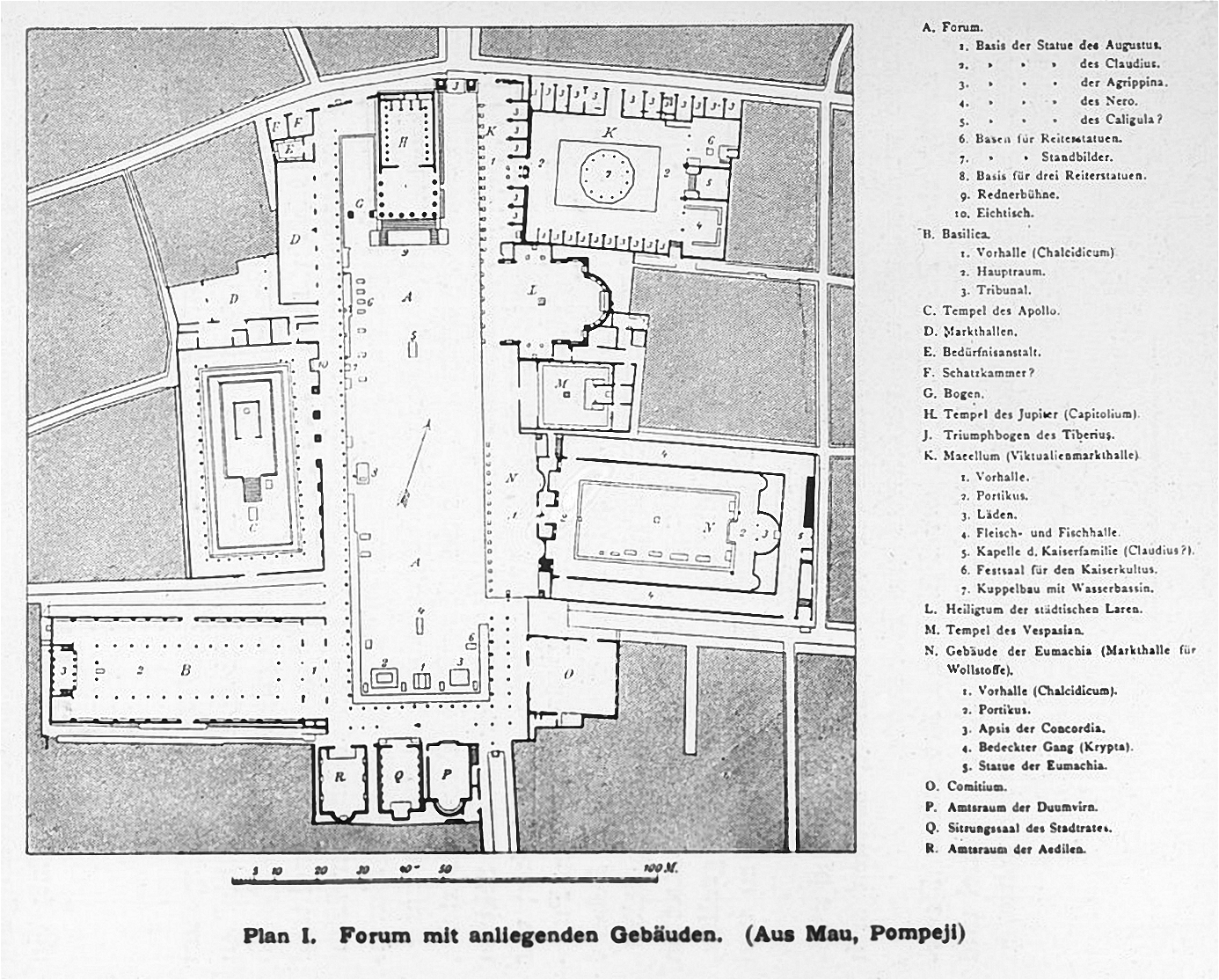
Planta del foro

La plaza del foro, orientada en dirección norte-sur, tiene una forma rectangular y mide 143 metros de longitud por 38 metros de anchura. Está delimitada por algunos de los edificios más importantes de la ciudad, como el de la administración pública, la basílica, el macellum, la mensa ponderaria, los templos de Apolo, Júpiter y Vespasiano, el templo de los Lares Públicos y el edificio de Eumaquia. El lado norte está cerrado por arcos de triunfo adornados con estatuas. El foro está rodeado perimetralmente por una columnata, construida tras la conquista de Lucio Cornelio Silla y por deseo de Vibio Popidio. Sus columnas estaban realizadas originariamente en toba y fueron sustituidas durante la época imperial por otras de caliza blanca. De esta columnata de doble orden se conservan algunas columnas de orden dórico en la parte inferior y de orden jónico en la superior, separados por un arquitrabe decorado con metopas y triglifos. Otras columnas cercanas al macellum presentan acanaladuras y capiteles corintios, y su base descansa sobre un doble toro, mientras que las que están próximas al edificio de la sacerdotisa Eumaquia no tienen acanaladuras, poseen un solo toro en su base y tienen grabada una dedicatoria en el arquitrabe.
El pavimento originario de la plaza era de toba, aunque posteriormente fue sustituido por otro de losas de travertino. El acceso a la misma estaba impedido a los carros en la totalidad del recinto. Esto se consiguió por medio de la elevación de la calzada con dos escalones: el primero, de toba, se construyó probablemente alrededor del siglo II a. C. El foro pompeyano, cuyo lado oeste presentaba una tribuna para oradores, destacaba notablemente del resto de los principales foros romanos. Se asemejaba más a uno de tipo griego, puesto que no seguía el esquema dictado por Vitruvio, ni en lo que respecta a su anchura ni en el sistema de calles que se entrecruzaban; como tampoco por la ubicación de las estatuas honoríficas, que se situaban a los lados de la plaza o en el pórtico y no en el centro del foro. Estas estatuas no han sido nunca encontradas, puesto que probablemente fueran guardadas en algún almacén, a la espera de ser restituidas tras el terremoto del 62. Se conservan sin embargo los pedestales donde se colocaban las estatuas ecuestres, una de ellas dedicada a Quintus Sallustius, mientras que en el lado sur se localizan tres grandes basamentos, uno de los cuales debía alojar la estatua de Augusto.
Poco se conoce del foro anterior al de la época romana, como tampoco se ha podido obtener mucha información por medio de estudios estratigráficos. Tenía probablemente una forma irregular, con una anchura de poco más de cinco mil metros cuadrados y las calles que lo atravesaban en su interior fueron en parte desviadas durante los trabajos de ampliación.

## Galería de imágenes

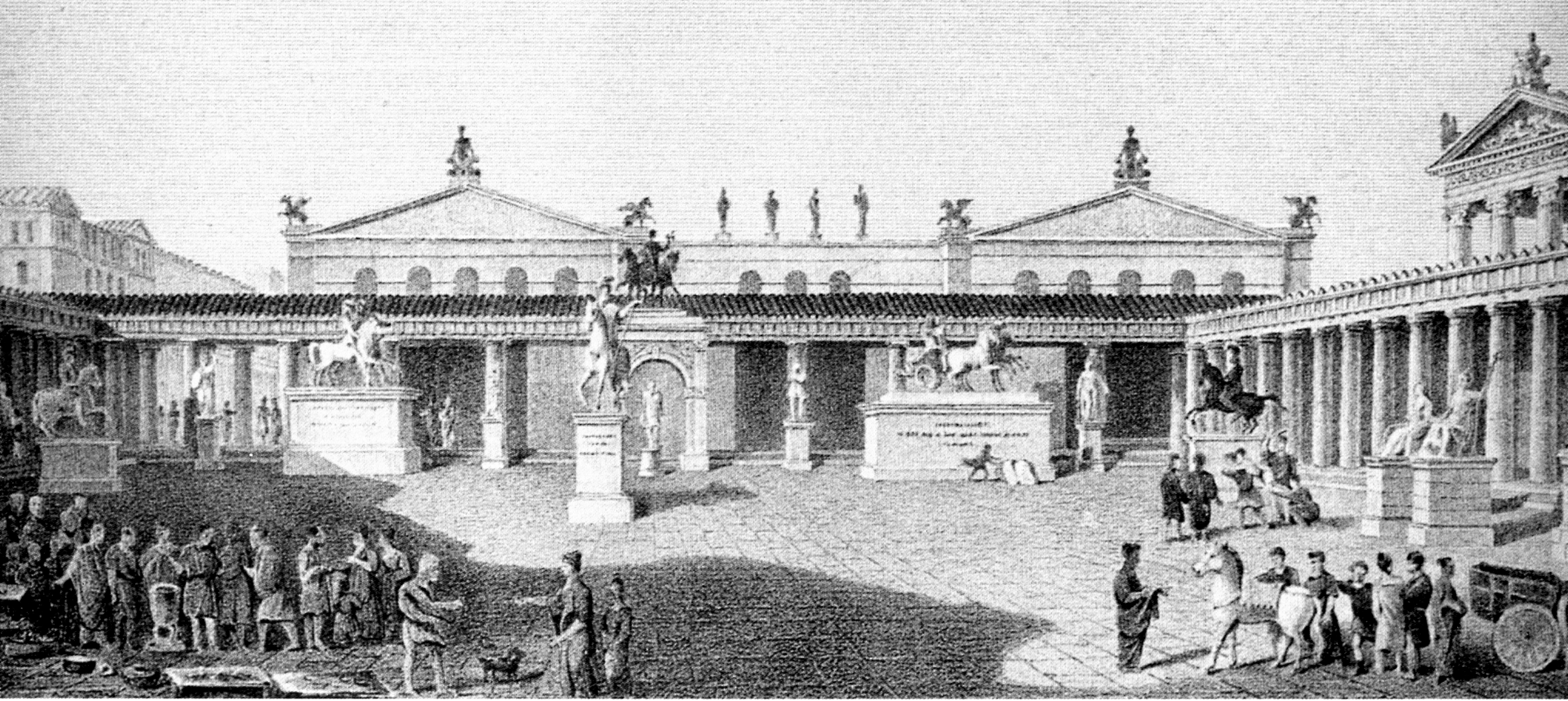
El foro de Pompeya, por William Gell (1777–1836).
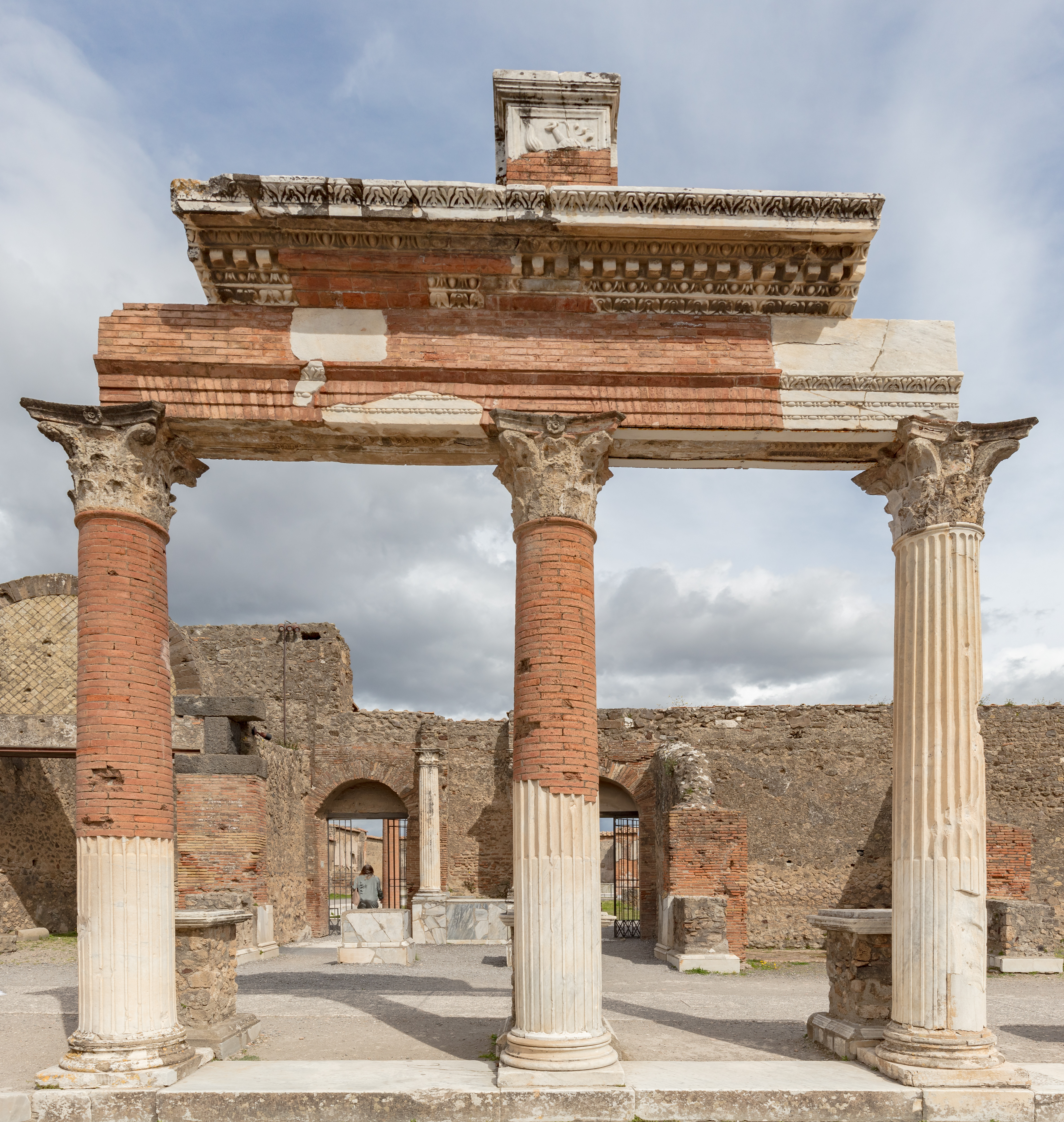
Vista de parte de las columnas (macellum).
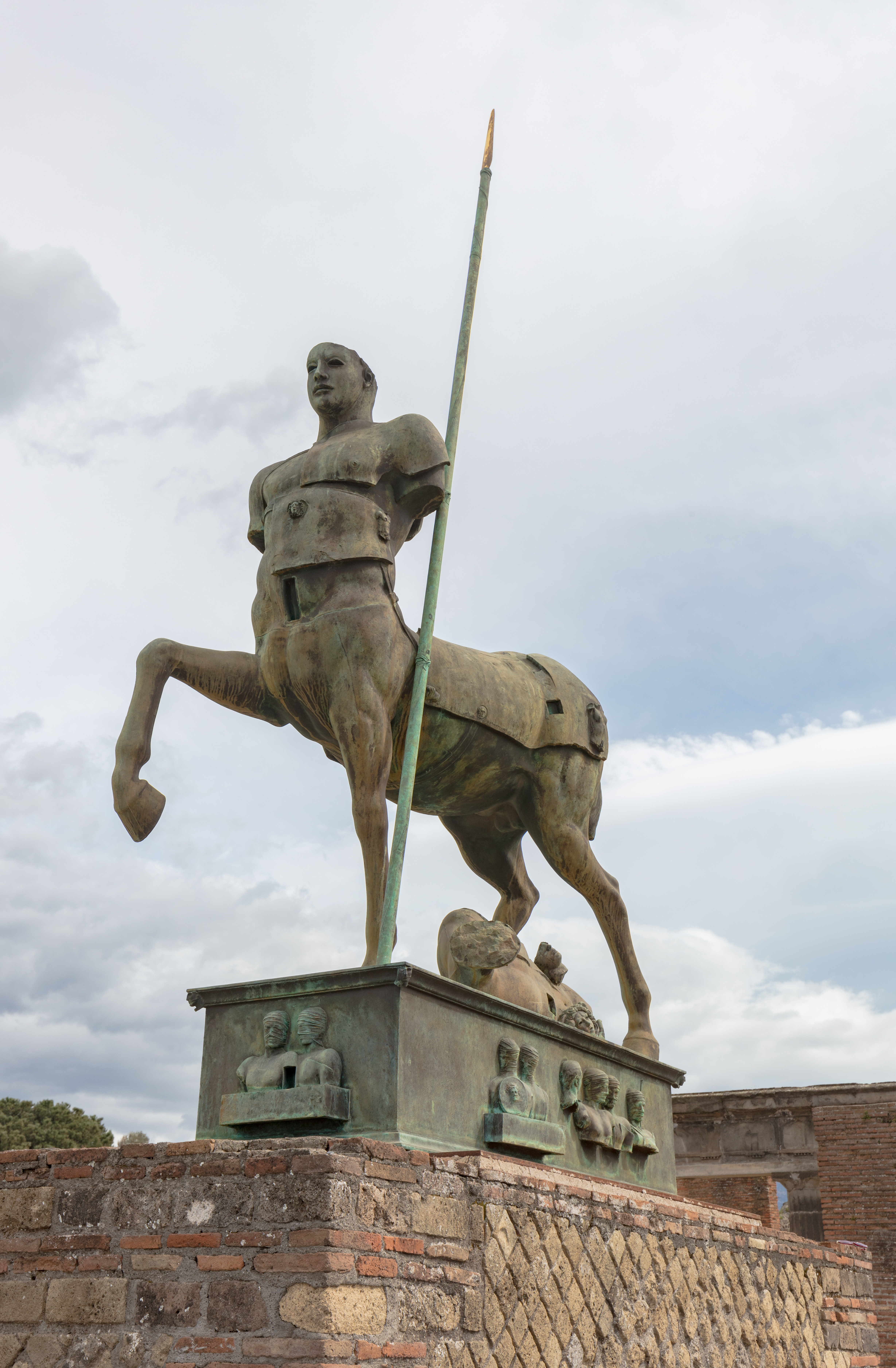
Centauro.
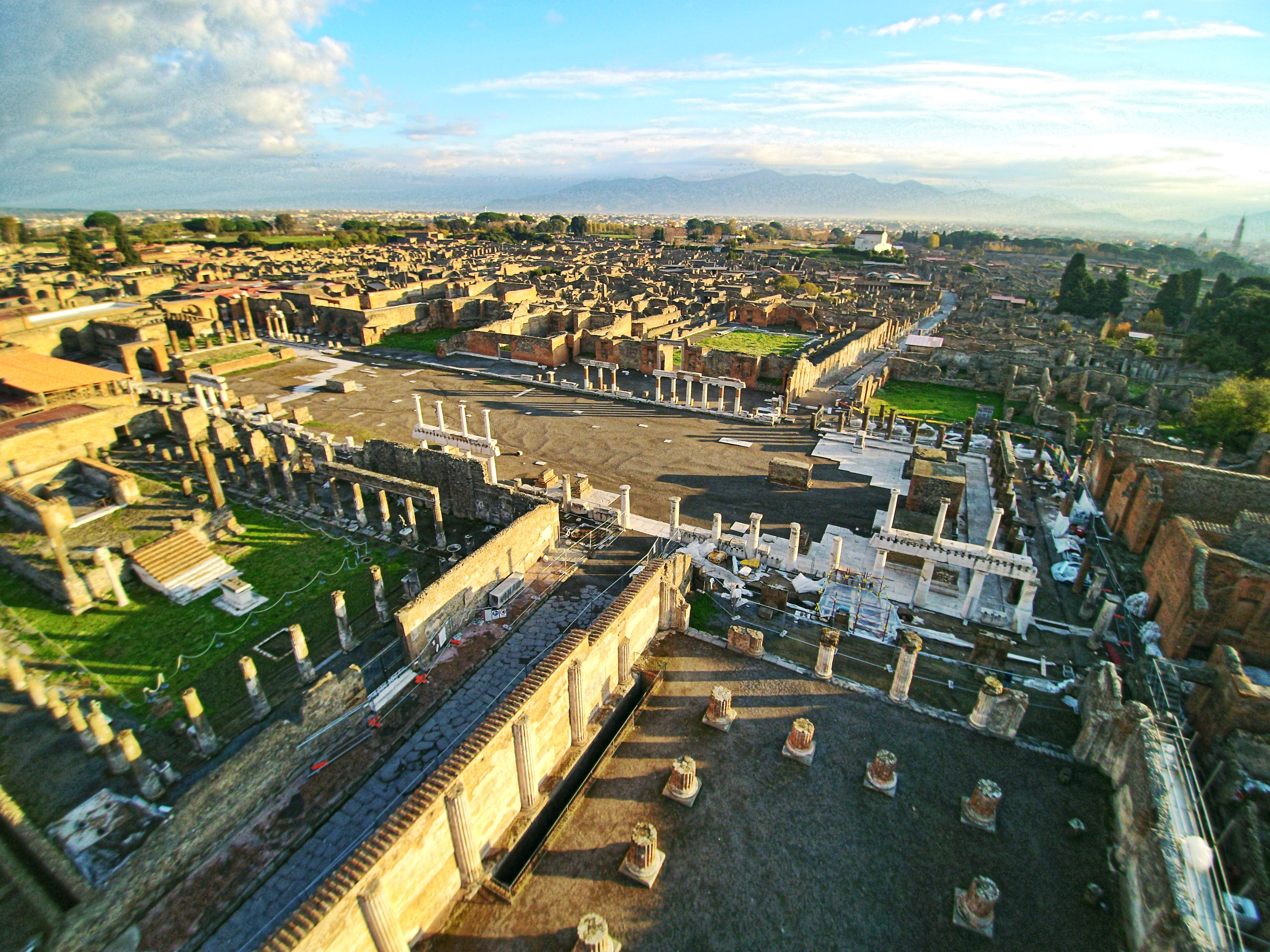
Vista aérea.
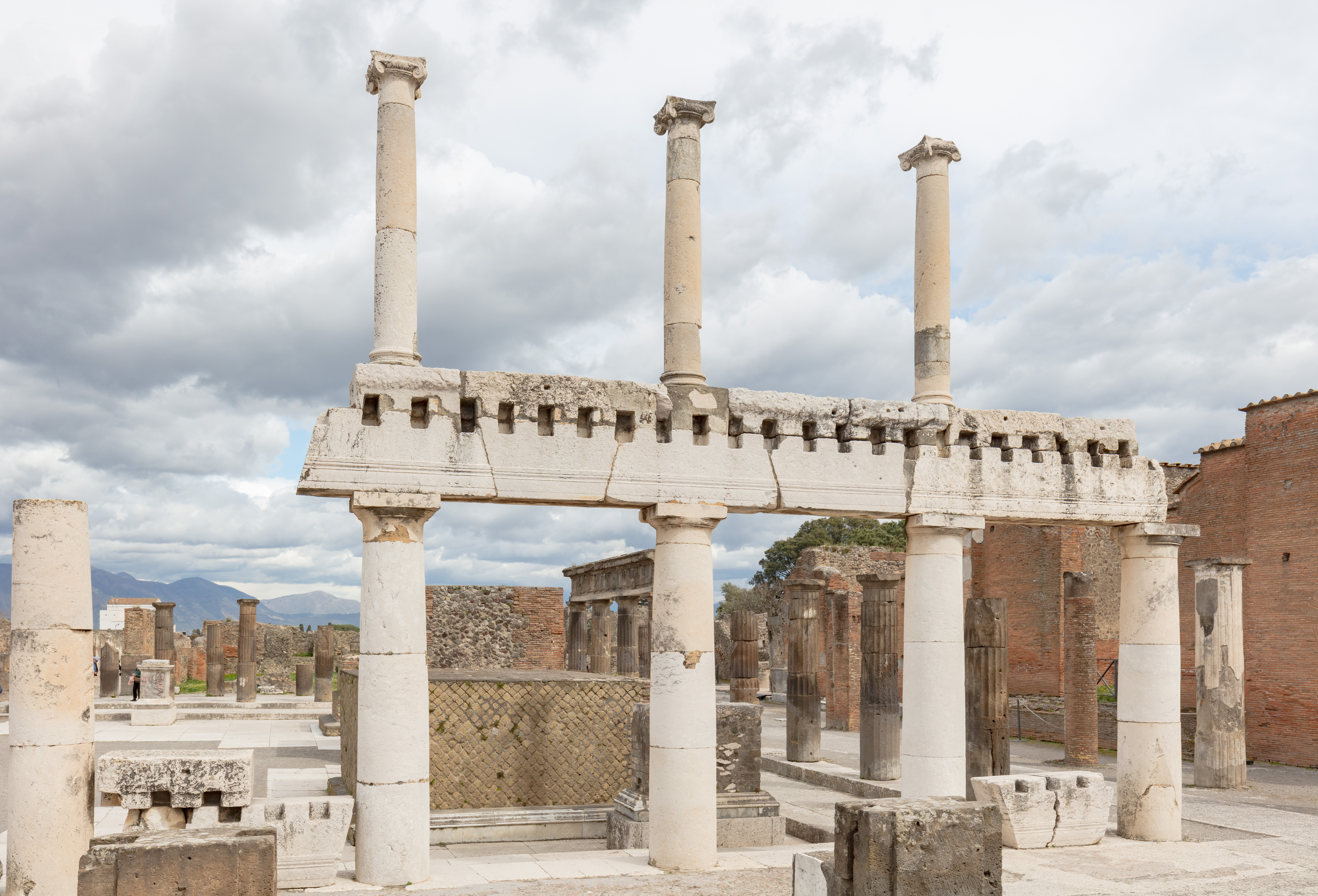
La columnata con el doble orden de columnas.
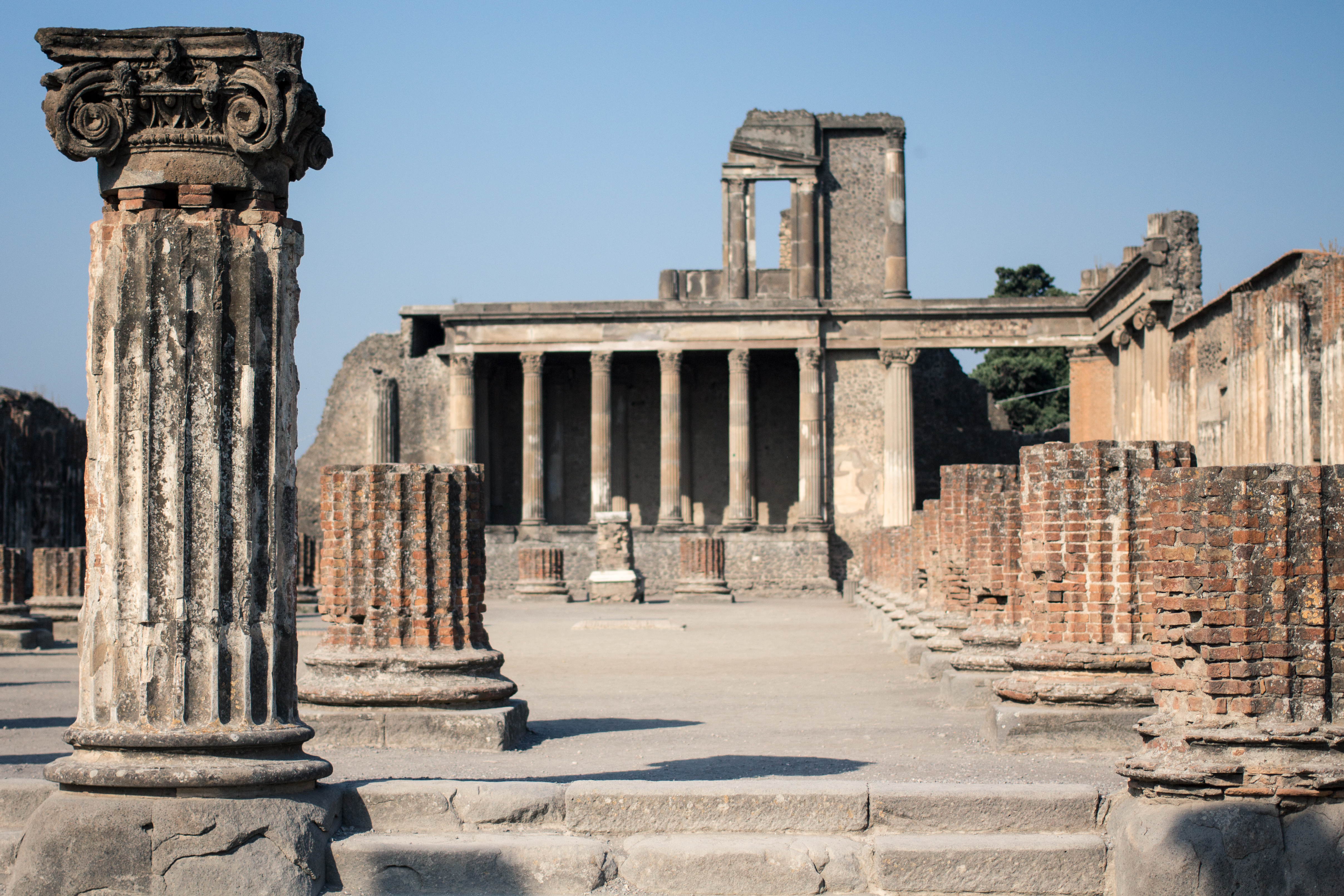
La basílica.
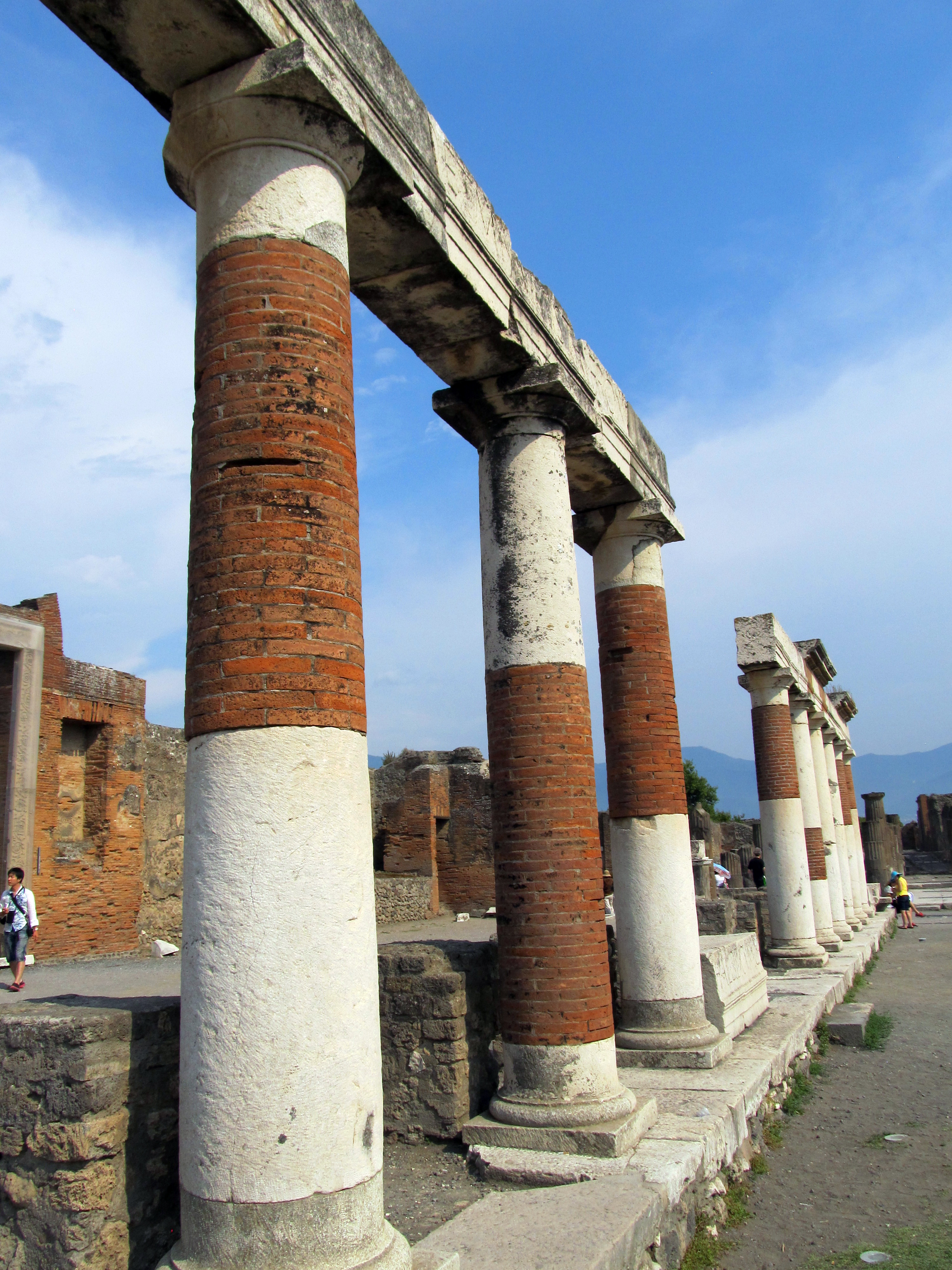
Pórtico del edificio de Eumaquia.
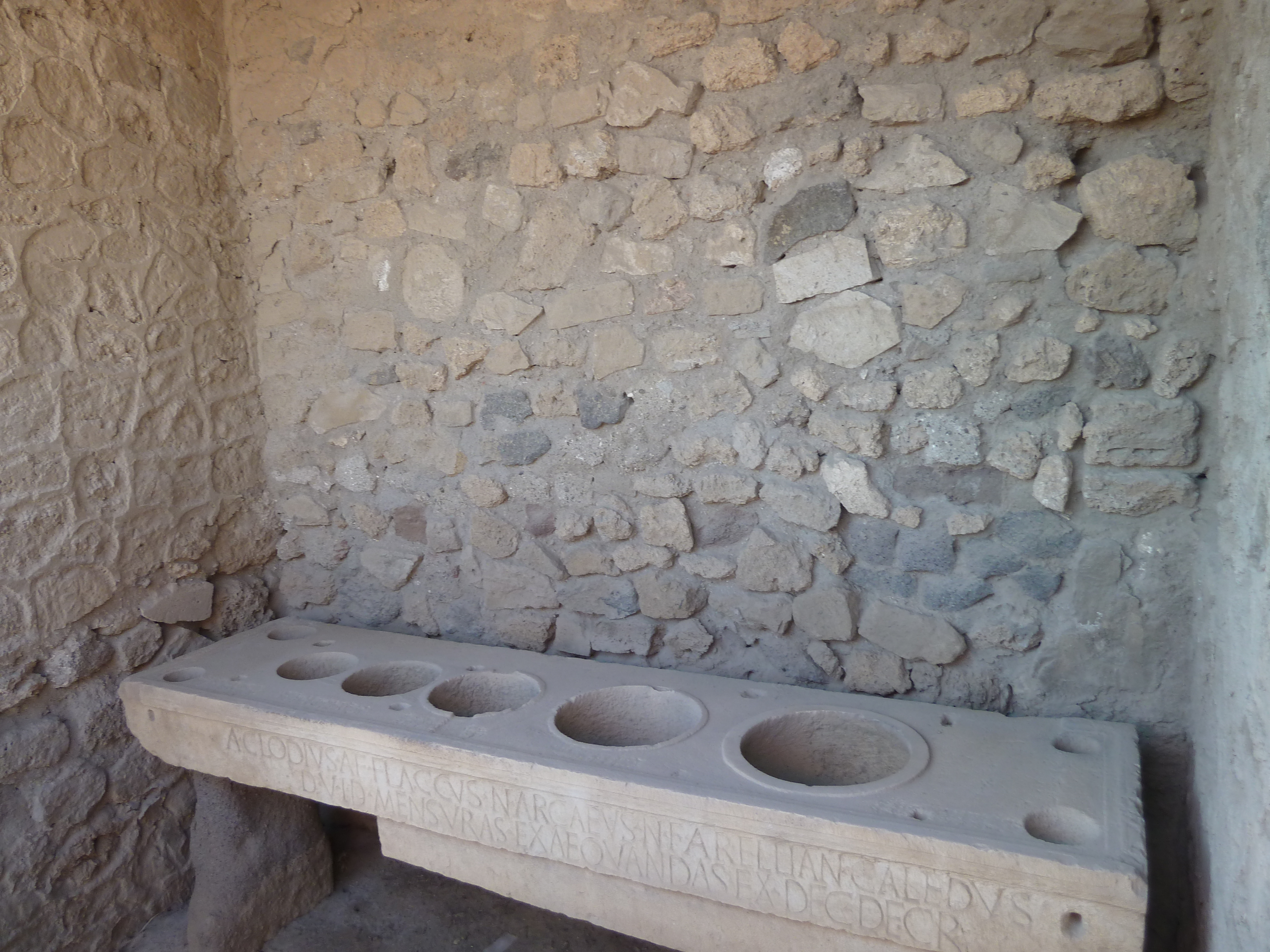
La mensa ponderaria
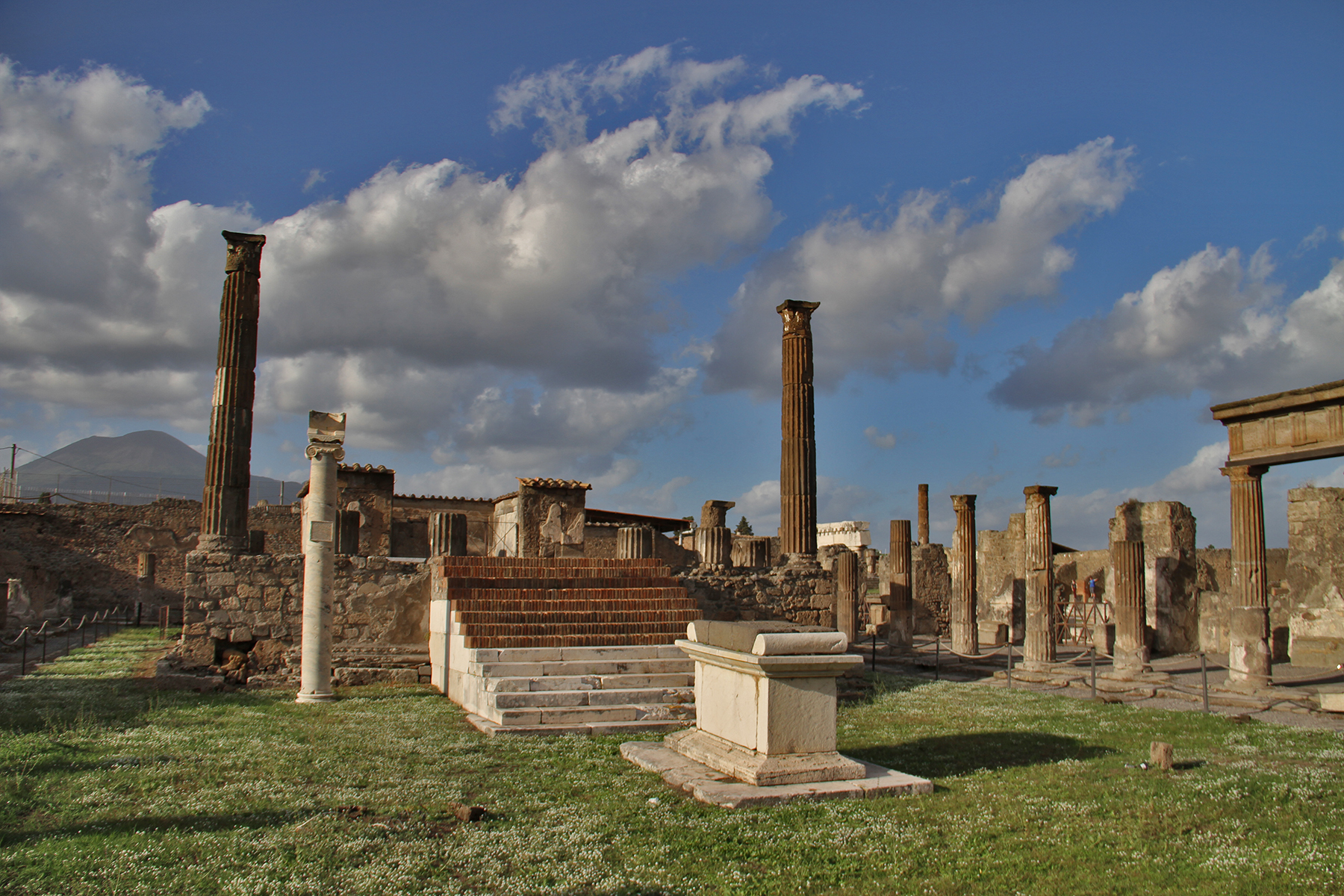
El templo de Apolo.
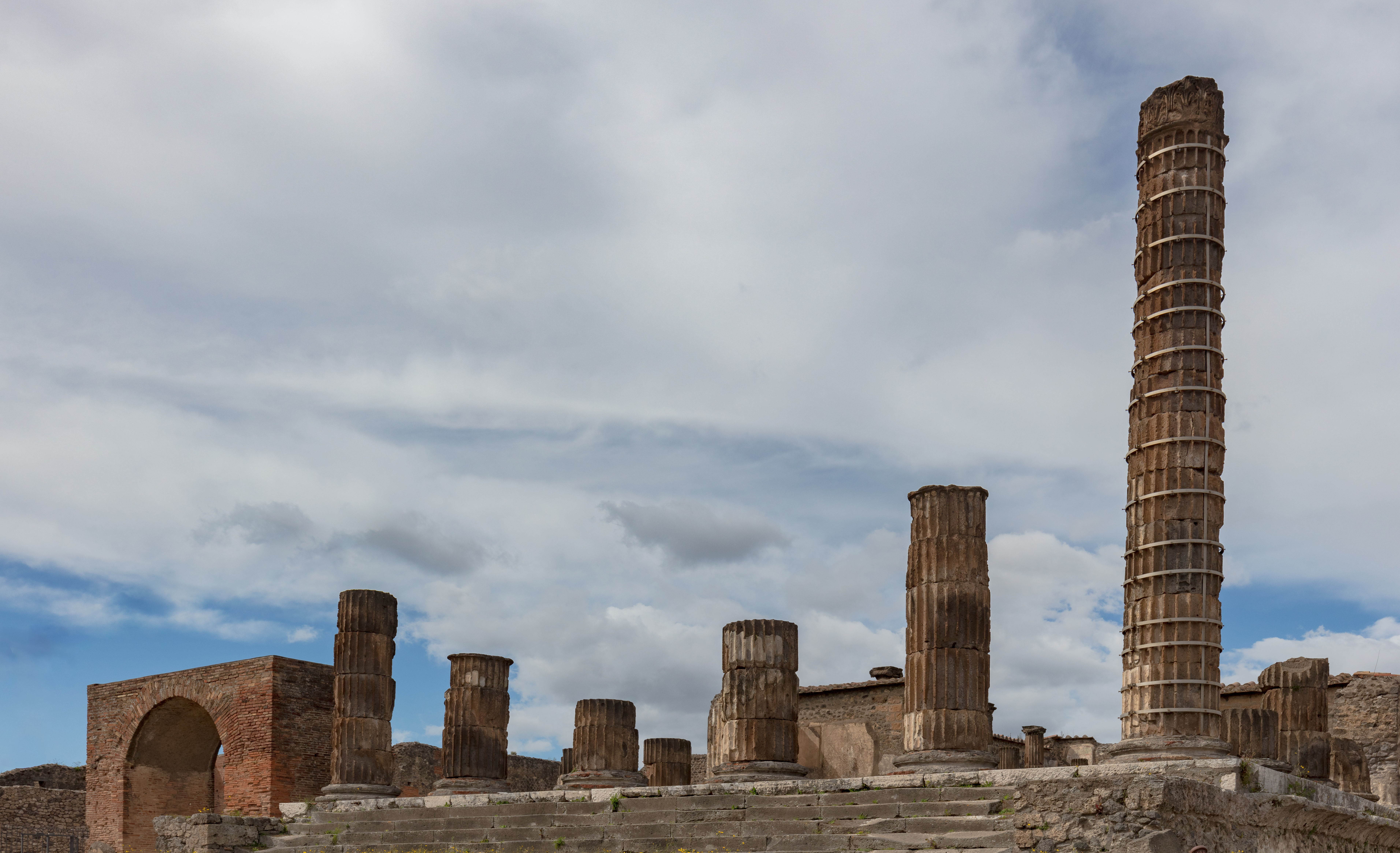
El templo de Júpiter.
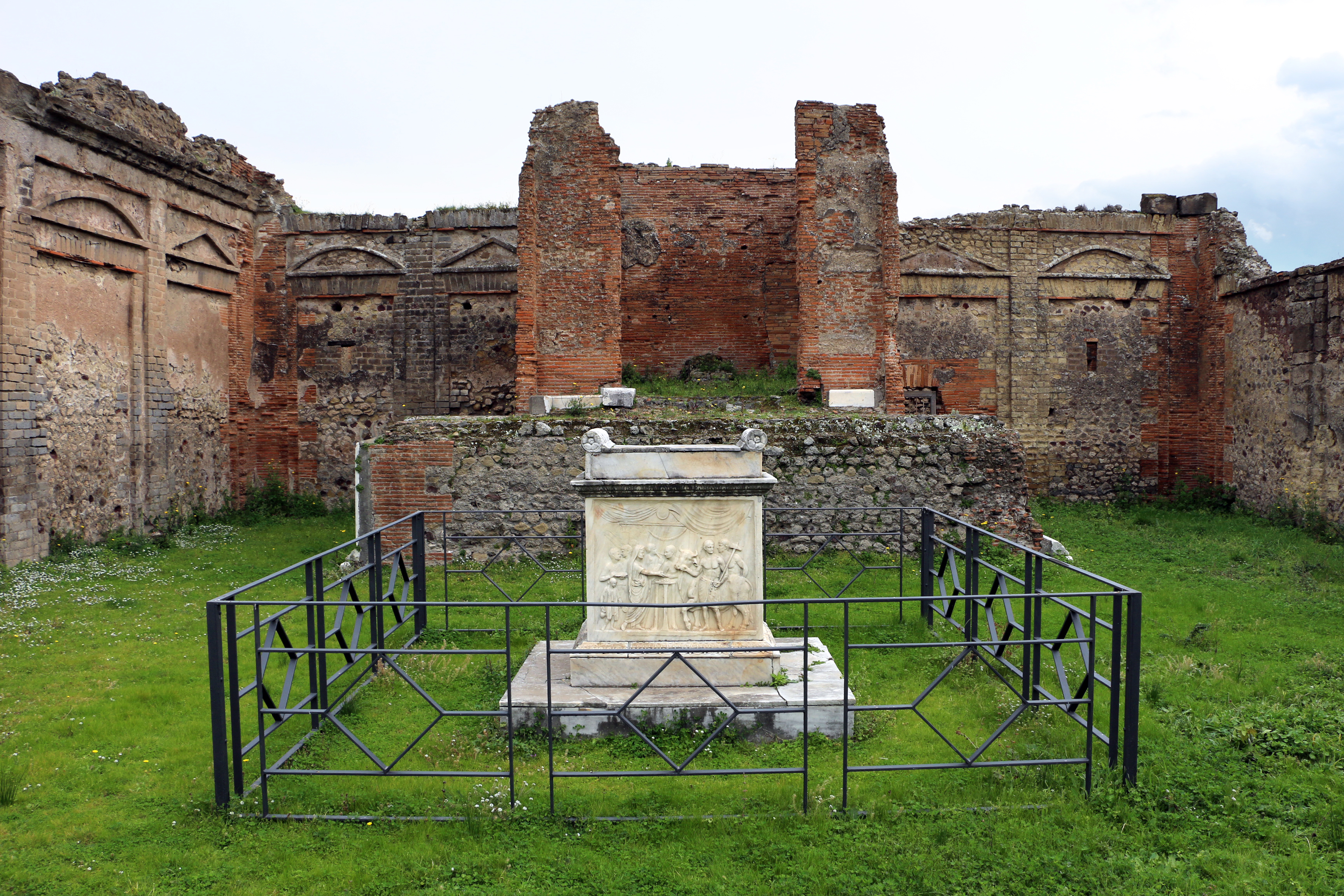
El templo de Vespasiano.